# Urea reduction ratio
L'URR, sigla di urea reduction ratio (frazione di riduzione dell'urea), in medicina, è uno degli indici utilizzati per valutare l'adeguatezza del trattamento nei pazienti sottoposti a emodialisi o dialisi peritoneale. 
Come l'analogo Kt/V, l'URR prende in considerazione la concentrazione di urea nel plasma del paziente prima e dopo il trattamento per valutarne l'efficienza depurativa. Dal punto di vista matematico il valore dell'URR è un numero adimensionale.

## Definizione
{\displaystyle URR={\frac {U_{pre}-U_{post}}{U_{pre}}}\times 100\%}
Laddove:
- Upre è la concentrazione di urea prima della dialisi
- Upost è la concentrazione di urea dopo la dialisi.

Anche se l'URR si definisce come una frazione, nella pratica il valore ottenuto si moltiplica per 100 così da esprimerlo in forma di percentuale.

## Storia
L'URR fu descritto da Lowrie e Lew nel 1991 come metodo per misurare la "dose dialitica" correlata agli effetti sul paziente. Questo metodo, di semplice realizzazione, permette di monitorare la dose dialitica somministrata al singolo paziente, ai pazienti di un singolo centro dialisi o a livello regionale e nazionale, poiché la misurazione mensile dell'urea plasmatica pre- e post-trattamento è una procedura di routine. Esso permette anche agli organismi di controllo sanitario nazionali e internazionali, come lo statunitense USRDS e la Società europea di nefrologia, dialisi e trapianto (ERA-EDTA), di effettuare controlli di qualità e programmare iniziative per migliorare l'efficienza dialitica.

## Relazione con il Kt/V
Dal punto di vista matematico l'URR è strettamente correlato al Kt/V e ciascuno dei due valori può essere derivato dall'altro con precisione tanto maggiore quanto più numerose sono le informazioni disponibili riguardo alla seduta dialitica. 
Il Kt/V è un altro metodo per calcolare la dose dialitica somministrata. Come l'URR è focalizzato sulla rimozione dell'urea, in base all'assunto che l'urea sia rimossa da un singolo compartimento (volume di distribuzione, 
{\displaystyle V\,}) di capacità pressoché uguale al volume dell'acqua corporea, ovvero il 60% del peso corporeo. In realtà il volume di distribuzione dell'urea è circa il 50% del peso corporeo nelle donne e il 55% negli uomini con malattia renale cronica stadio V (GFR < 15 ml/min). La clearance dell'urea durante la seduta dialitica ({\displaystyle K\,}) può essere espressa come {\displaystyle {\frac {ml}{min}}} or {\displaystyle {\frac {L}{hr}}}.
Il tempo o {\displaystyle t\,} è la durata della seduta dialitica espressa in minuti o in ore. Perciò anche {\displaystyle K\cdot t} è un volume, che può essere espresso come {\displaystyle {\frac {ml}{min}}\cdot min=ml} o {\displaystyle {\frac {L}{hr}}\cdot hr=L}, e rappresenta il volume di sangue (in ml o L) depurato dall'urea durante la seduta dialitica. Poiché anche {\displaystyle V\,} è un volume, il rapporto fra {\displaystyle {\frac {K\cdot t}{V}}} si esprime in {\displaystyle {\frac {ml}{ml}}} o {\displaystyle {\frac {L}{L}}}, rendendolo un numero adimensionale.
Assumendo per semplicità che l'urea sia rimossa da un compartimento di volume fisso e che non sia prodotta, {\displaystyle {\frac {K\cdot t}{V}}} è correlato a {\displaystyle URR\,} dalla seguente equazione:
{\displaystyle {\frac {K\cdot t}{V}}=-ln(1-URR)}

In realtà la relazione è più complessa poiché l'acqua viene rimossa durante la dialisi, ragion per cui V si riduce, e poiché una piccola quantità di urea viene prodotta durante la seduta. Entrambi questi fattori concorrono a rendere i valori di urea post-dialitica più alti di quanto atteso e l'URR più basso quando si usa l'equazione semplificata riportata sopra.
Una relazione più accurata tra URR e Kt/V si può derivare dal modello a compartimento singolo e volume variabile della cinetica dell'urea. A tal proposito è possibile usare un'equazione semplificata che dà risultati comprabili a quelli ottenuti con il modello formale della cinetica dell'urea (UKM) per trattamenti di durata compresa tra 2 e 6 ore e per Kt/V compresi fra 0.7 e 2.0.
{\displaystyle {\frac {K\cdot t}{V}}=-ln((1-URR)-0.008\cdot t)+(4-3.5(1-URR))\cdot {\frac {0.55\cdot UF}{V}}}
Il termine {\displaystyle (0.008\cdot t)} è funzione della durata della seduta dialitica (t), e serve a correggere l'equazione per la quantità di urea generata durante la seduta dialitica. Il secondo termine, {\displaystyle (4-3.5(1-URR))\cdot {\frac {0.55\cdot UF}{V}}} corregge per l'urea rimossa dall'organismo a causa della contrazione del volume plasmatico.
Poiché {\displaystyle {\frac {0.55\cdot UF}{V}}} si può approssimare a {\displaystyle {\frac {UF}{W}}}, laddove UF = ultrafiltrato rimosso durante la dialisi (equivalente alla perdita di peso durante il trattamento) e W = peso corporeo al termine della seduta, e poiché le sedute dialitiche effettuate 3 volte a settimana durano circa 3.5 ore, l'equazione precedente può essere semplificata come segue:
{\displaystyle {\frac {K\cdot t}{V}}=-ln((1-URR)-0.03)+(4-3.5(1-URR))\cdot {\frac {UF}{W}}}

## Linee guida
Secondo la KDOQI, la maggiore autorità scientifica statunitense in campo nefrologico, nello schema classico di trattamento dialitico con 3 sedute a settimana un URR del 65% è considerato la dose minima accettabile. 
Con schemi dialitici che prevedono sedute più frequenti è ammissibile un URR più basso. Valori inferiori al minimo raccomandato sono ammissibili anche per pazienti che conservano un certo grado di funzione renale.